# Ramón Destorrents
Ramón Destorrents (Catalogna, circa 1333 – Catalogna, circa 1391) è stato un pittore e miniaturista spagnolo e catalano di stile gotico, ritenuto il miglior rappresentativo della scuola catalana, influenzato dalla scuola senese.

## Biografia

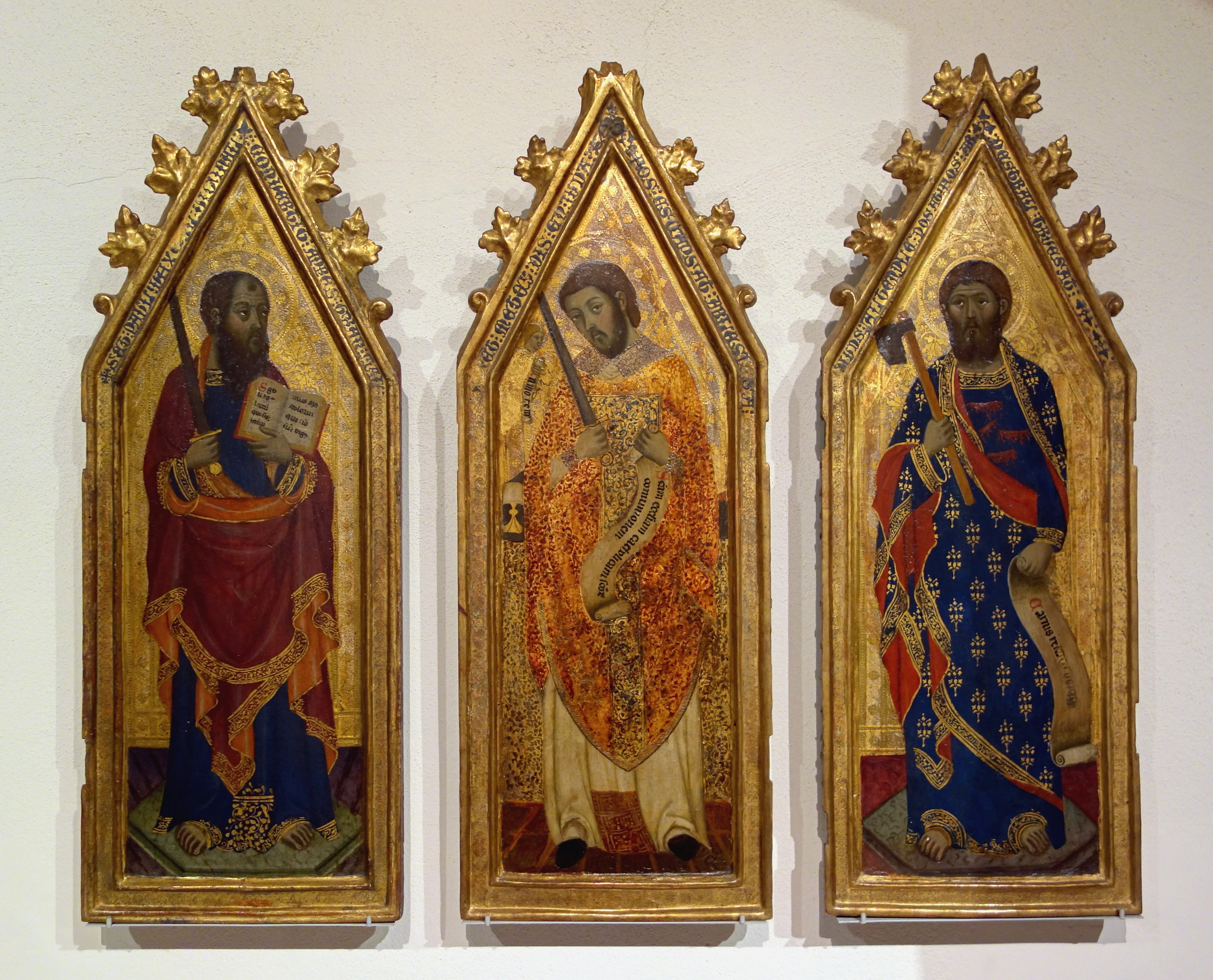
San Paolo, san Matteo, san Giulio, Palais des Beaux-Arts de Lille

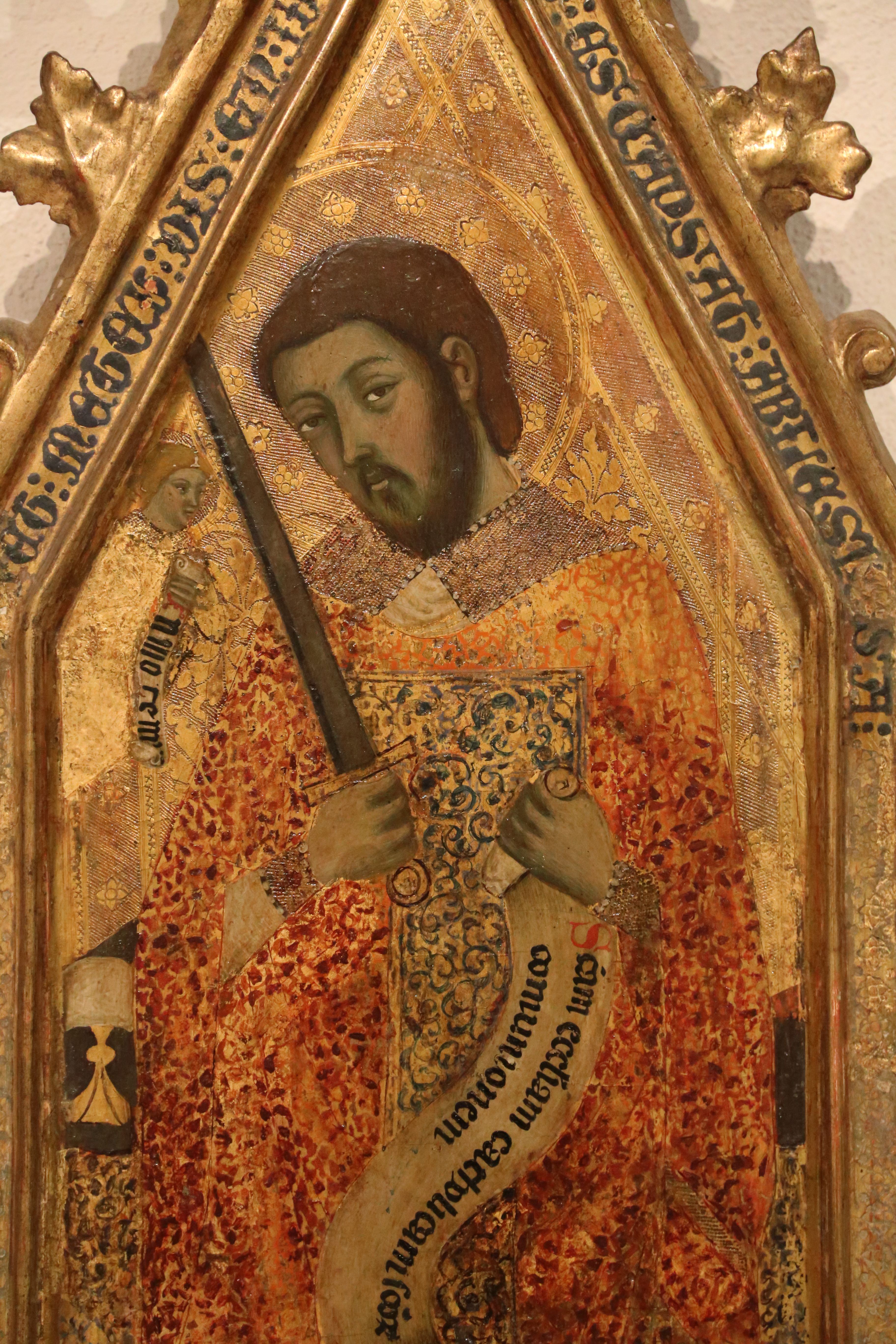
San Paolo, san Matteo e san Giuda Taddeo, Palais des Beaux-Arts de Lille

Suo padre fu l'illustratore Gregori Destorrents.
Gli studi e le ricerche su Ramón Destorrents sono ancora in atto, ma è già stato possibile attribuirgli molti dipinti che fino a poco tempo fa erano valutati anonimi o attribuiti ad altri pittori, soprattutto ai fratelli Serra, come ad esempio il Polittico di san Marco ospitato nella chiesa di Santa Maria di Manresa.
Alla morte di Ferrer Bassa, Destorrents assunse, nel 1351 la carica di miniatore di corte di Pietro IV di Aragona. Differentemente dal suo illustre predecessore si mostrò poco interessato alla ricerca del volume e piuttosto portato ad un tratto secco e preciso, influenzato dalla scuola senese e ancora legato a elementi bizantini.
Nel marzo del 1351 Destorrents decorò un salterio per il re e due anni dopo esordì come pittore di retabli per le cappelle reali di Maiorca e di Valencia.
Tra il 1357 e il 1361 Destorrents fu il maestro di Pere Serra, che svolse per quattro anni il suo apprendistato presso l'artista.
La sua attività di miniaturista di corte si evidenziò in una tra le sue opere più rilevanti, il trittico di Santa Marta di Iravalls, del 1360, opera che dimostrò l'influenza di Simone Martini. Negli anni precedenti eseguì pale d'altare per le cappelle dei palazzi reali di Valencia (1356), di Lleida, di Palma di Maiorca (1356), dove si mise in luce con il polittico di Sant'Anna e la Vergine (1358), contenuto nella cappella dell'Almudaina di Palma, oltre ai lavori presso Santa Marta, Iglesia de Iravals e Pirineos Orientales.
Diresse anche una bottega, nella quale si formò il figlio Raffaele, noto per le miniature del Messale di Santa Eulalia (1403), di stile gotico italiano.
Tra le opere attribuite a Ramón Destorrents vi sono i tre retabli eseguiti tra il 1356 e il 1359 e donati al santuario di Nuestra Señora di Tobed, presso Saragozza, la Vergine (Saragozza, collezione privata), San Giovanni Battista (Madrid, Museo del Prado), Santa Margherita (Madrid, Museo del Prado); il corpo centrale del retablo di San Vincenzo, della chiesa del borgo di Sant Celoni, presso Barcellona (Barcellona, Museo Diocesano); un piccolo retablo da oratorio con la Pentecoste (Barcellona, Museo Diocesano); una parte del retablo con la Passione (Saragozza, Santo Sepulcro); un piccolo retablo da oratorio con la Vergine della Misericordia (Madrid, Museo del Prado).
Ramón Destorrents morì probabilmente prima del 22 maggio 1391, perché la vedova Llorença, è documentata per quella data come erede e tutrice dei suoi figli.